# Préfecture de Boffa
Pour les articles homonymes, voir Boffa.

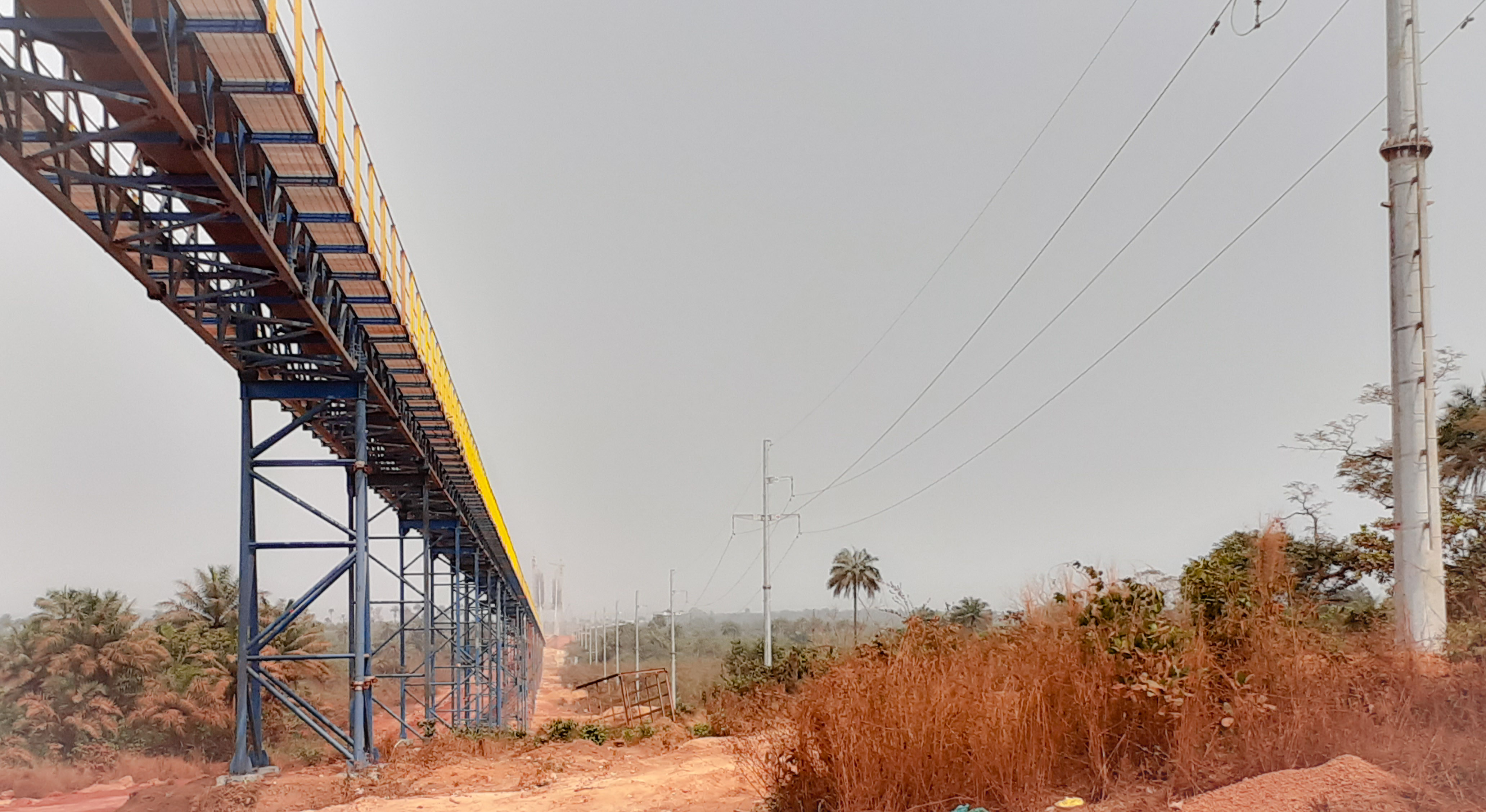
Transport de bauxite.

La préfecture de Boffa est une subdivision administrative de la république de Guinée. Située à l'ouest du pays sur la façade atlantique, dans la région naturelle de Guinée maritime, cette préfecture fait partie de la région administrative de Boké. Son chef-lieu est la ville de Boffa.

## Subdivision administrative
La préfecture de Boffa est subdivisée en huit (8) sous-préfectures: Boffa-Centre, Colia, Douprou, Koba-Tatema, Lisso, Mankountan, Tamita et Tougnifili.

## Population
En 2016, la préfecture comptait 227 217 habitants.